# Austroomphaliaster nahuelbutensis
Austroomphaliaster nahuelbutensis är en svampart som beskrevs av Garrido 1988. Austroomphaliaster nahuelbutensis ingår i släktet Austroomphaliaster och familjen Tricholomataceae.   Inga underarter finns listade i Catalogue of Life.